# THANKS (シブがき隊のアルバム)
『THANKS』（サンクス）は、シブがき隊の初のベスト・アルバム。1983年12月24日に発売。
ピクチャー・レコードにて限定発売された。

## 収録曲
- SIDE A

1. ヘッドフォン・ララバイ
2. 100%…SOかもね!
3. ZOKKON 命
4. Hey! Bep-pin

- SIDE B

1. ミッドナイト・ストーム - 本木雅弘
2. SUSIE - 薬丸裕英
3. ブルーソネット - 布川敏和
4. シブがき隊 メッセージ
2022年3月時点、未CD化。